# Valuese Sao Taliu
Valuese Sao Taliu est une joueuse samoane de rugby à XV, née le 7 juillet 1986, de 67 kg, occupant le poste de trois quart centre.

## Palmarès
- Elle est internationale et évolue avec l'équipe des Samoa au plus haut niveau.
- Elle participe à la Coupe du monde de rugby à XV féminine 2006, elle a inscrit quatre essais, quatre transformations lors des quatre premiers matchs de Coupe du monde de rugby à XV féminine 2006.